# Curren$y
Curren$y (* 4. April 1981; eigentlich Shante Scott Franklin) ist ein US-amerikanischer Rapper aus New Orleans.

## Biografie
Bereits 2003 wurde Curren$y von No Limit Records, dem Label von Master P unter Vertrag genommen. Doch weder dort, noch bei Young Money von Lil Wayne, zu dem er zwei Jahre später wechselte, brachte er es bis zu einer eigenen Albumveröffentlichung. Immerhin war er 2006 auf Waynes Album Tha Carter II vertreten und veröffentlichte mit Where da Cash At eine eigene Single im selben Jahr.
Nach der Trennung von Young Money folgten einige Mixtapes bei Fly Society, einem eigenen Label, das er mit dem Skateboarder Terry Kennedy gegründet hatte, und einige digitale Veröffentlichungen, bevor er schließlich 2010 bei Def Jam abschloss. Dort erschien dann endlich sein Albumdebüt Pilot Talk und noch im selben Jahr Pilot Talk II, die beide in die US-Albumcharts einstiegen und unter den Rap-Alben die Top 10 erreichten.

## Diskografie
Alben
- 2009: This Ain’t No Mixtape
- 2009: Jet Files
- 2010: Pilot Talk
- 2010: Pilot Talk II
- 2011: Jet World Order (mit Jet Life Records)
- 2011: Weekend at Burnie’s
- 2011: Muscle Car Chronicles
- 2012: The Stoned Immaculate
- 2015: Canal Street Confidential
- 2015: Pilot Talk III
- 2020: The Director’s Cut (mit Harry Fraud)

Mixtapes
- 2003: Sports Center Vol.1
- 2004: Welcome Back, Curren$y
- 2006: G-Series (mit Mack Maine)
- 2007: Life at 30,000 Feet
- 2008: Independence Day
- 2008: Higher Than 30,000 Feet
- 2008: Welcome to the Winner’s Circle
- 2008: Fear and Loathing in New Orleans
- 2008: Fin...
- 2009: How Fly (mit Wiz Khalifa)
- 2010: Smokee Robinson
- 2011: Return to the Winner’s Circle
- 2011: Covert Coup (mit The Alchemist)
- 2011: Verde Terrace (mit DJ Drama)
- 2011: Jet Life to the next Life (mit Jet Life Records)
- 2012: #TheFirst128 (mit Styles P)
- 2012: Cigarette Boats (produziert von Harry Fraud)
- 2012: Priest Andretti
- 2013: New Jet City
- 2014: The Drive In Theatre
- 2014: Saturday Night Car Tunes
- 2014: More Saturday Night Car Tunes
- 2016: The Owner’s Manual
- 2016: Weed & Instrumental$

EPs
- 2012: Here EP
- 2015: Even More Saturday Night Car Tunes
- 2016: Stoned On Ocean

Singles
- 2015: Bottom of the Bottle (feat. August Alsina & Lil Wayne)

## Auszeichnungen für Musikverkäufe
| Goldene Schallplatte - Vereinigte Staaten - 2024: für das Lied The Count |

| Land/RegionAuszeichnungen für Musikverkäufe (Land/Region, Auszeichnungen, Verkäufe, Quellen) | Gold  | Platin | Verkäufe | Quellen  |
| -------------------------------------------------------------------------------------------- | ----- | ------ | -------- | -------- |
| Vereinigte Staaten (RIAA)                                                                    | Gold1 | —      | 500.000  | riaa.com |
| Insgesamt                                                                                    | Gold1 | —      |          |          |